# Aste Reitbichl
Die Aste Reitbichl ist eine Selbstversorgerhütte der Sektion Oberland des Deutschen Alpenvereins nördlich von Stans im Karwendel, welche ausschließlich für Mitglieder der Sektion München und der Sektion Oberland zugänglich ist.

## Lage
Die Aste Reitbichl liegt an einem Südhang des Inntals oberhalb von Stans. Die kleine Hütte liegt direkt neben der Reitbichlhütte und ist in 1,5 Stunden bequem erreichbar. Nicht weit entfernt von der Hütte befindet sich das romantisch wild gelegene Felsenkloster St. Georgenberg. Das Benediktinerkloster wurde im 10. Jahrhundert gegründet und entwickelte sich zu einem der bedeutendsten Wallfahrtsorte Tirols. Ein spannendes Naturerlebnis ist der leichte Aufstiegsweg zur Hütte durch die Wolfsklamm mit ihren zahlreichen Holztreppen (angeblich 324) und Brücken.

## Zustieg
Von Fiecht, einem Ortsteil von Schwaz, aus auf einfachen Wegen auf die beiden Selbstversorgerhütten Aste Reitbichl und Reitbichlhütte, Gehzeit 1,25 Std.

## Nachbarhütten
- Lamsenjochhütte (1953 m), mittelschwere Wanderung. Gehzeit 4 Std.

## Gipfelbesteigungen
- Hahnkampl (2085 m), Gehzeit 3 Std.
- Stanser Joch (2102 m), Gehzeit 3 Std.
- Brentenkopf (2024 m), Gehzeit 3,5 Std.
- Ochsenkopf (2148 m), Gehzeit 3,5 Std.
- Gamskarspitze (2088 m), Gehzeit 4 Std.
- Rappenspitze (2223 m), Gehzeit 4,5 Std.
- Lamsenspitze (2508 m), Gehzeit 5–6 Std.
- Hochnisslspitze (2547 m), Klettersteig, 6 Std.[3]

## Karten
- Alpenvereinskarte Blatt 5/3 Karwendelgebirge – Ost (1:25.000)[4]